# Low poly

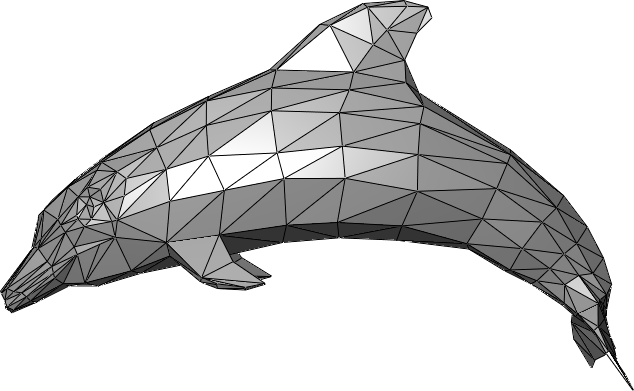
Ce maillage polygonal représentant un dauphin serait considéré comme low poly selon les normes modernes (2018).

Un low poly est un maillage polygonal en infographie 3D ayant un nombre relativement faible de polygones. Il apparaît dans des applications en temps réel (par exemple des jeux) contrairement aux maillages complexes des films d’animation et des effets spéciaux. Le terme « low poly » est utilisé à la fois dans un sens technique et descriptif : le nombre de polygones dans un maillage est un facteur important pour optimiser les performances mais peut donner des graphismes à l'aspect indésirable.

## Nécessités de maillages low poly
Les maillages polygonaux sont l'une des principales méthodes de modélisation d'un objet 3D sur ordinateur. Les polygones peuvent, en théorie, avoir n'importe quel nombre de côtés, mais sont généralement décomposés en triangles pour l'affichage. En général, plus il y a de triangles dans un maillage, plus l'objet est détaillé, mais plus il demande de ressources à l'ordinateur pour s'afficher. Afin de diminuer les temps de rendu (c'est-à-dire d'augmenter le taux d'images par seconde), le nombre de triangles dans la scène doit être réduit en utilisant des maillages low poly.
Des techniques d'infographie telles que le normal mapping et le placage de relief ont été conçus pour compenser la diminution des polygones en faisant apparaître un objet en low poly contenant plus de détails qu'il n'en a. Ceci est fait en modifiant l'ombrage des polygones pour contenir des détails internes qui ne sont pas dans le maillage.

## Estimation du nombre de polygones

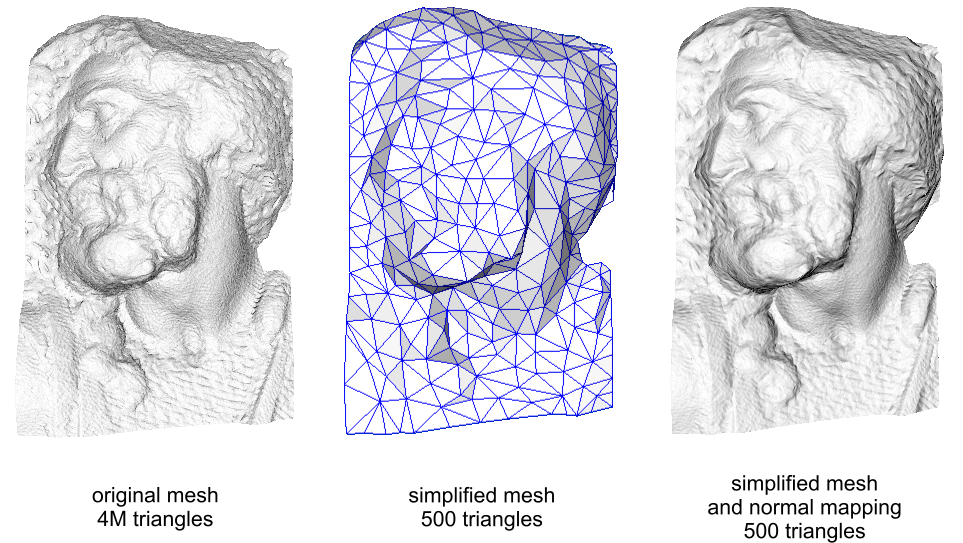
Un exemple de normal mapping utilisé pour ajouter des détails à un maillage low poly (500 triangles).

La combinaison du moteur de jeu ou de la méthode de rendu avec les caractéristiques techniques de l'ordinateur utilisé définit le nombre de polygones pouvant apparaître dans une scène et être restitué à une fréquence d'images acceptable. Par conséquent, l'utilisation de maillages low poly est principalement confinée aux jeux informatiques et autres logiciels car l'utilisateur doit manipuler des objets 3D en temps réel, la puissance de traitement est limitée à celle d'un ordinateur personnel ou d'une console de jeux vidéo et le taux d'images par seconde doit être élevé. Les effets spéciaux numériques pour les films ou les images fixes, par exemple, peuvent bénéficier d'un nombre plus élevé de polygones car le rendu n'a pas besoin d'être effectué en temps réel, ce qui induit des fréquences d'images plus élevées. En outre, la puissance de traitement informatique dans ces situations est généralement moins limitée, souvent par utilisation d'un grand réseau d'ordinateurs ou d'une ferme de rendu. Chaque image peut prendre des heures à être créée, malgré l'énorme puissance informatique impliquée. Un exemple commun de la différence que cela fait sont les séquences de full motion video dans les jeux sur ordinateur qui, parce qu'ils peuvent être pré-rendues, semblent beaucoup plus lisses que les jeux eux-mêmes.

## Esthétique
Les objets qui sont dits low poly apparaissent souvent en blocs et manquent de détails tout en conservant la forme de base de ce qu'ils sont censés représenter. Avec une infographie de plus en plus puissante, il est possible de restituer des graphismes low poly nets et agréables qui peuvent être utilisés comme une technique esthétique plutôt que comme une technique d'optimisation. Ils sont souvent utilisés dans le développement de jeux vidéo indépendants (en) car ils sont plus rapides et moins chers à créer.
Les graphiques en low poly peuvent être utilisés pour donner un certain style rétro conceptuellement similaire au pixel art typique des premiers jeux-vidéo.

## Low poly en tant que terme relatif
Il n'y a pas de seuil défini pour qu'un maillage soit dit low poly. Ce terme reste relatif et dépend (entre autres facteurs) :
- du temps de réalisation des maillages et du matériel utilisé
- des détails présents dans le maillage final
- de la forme et des propriétés de l'objet en question

Comme la puissance de calcul augmente inévitablement, le nombre de polygones pouvant être utilisés augmente également. Par exemple, le jeu-vidéo Super Mario 64 serait considéré comme low poly aujourd'hui, mais était considéré comme une réalisation haut-de-gamme lors de sa sortie en 1996. De même, en 2009, l'utilisation de centaines de polygones sur une feuille d'arbre à l'arrière-plan d'une scène serait considérée comme high poly, mais l'utilisation de ce nombre de polygones sur le personnage principal serait considérée comme low poly.

## Maillages low poly dans les moteurs physiques
Les moteurs physiques utilisent les maillages low poly d'une autre manière. Alors que l'affichage de l'infographie est devenu très efficace, permettant (depuis 2009) l'affichage de dizaines à des centaines de milliers de polygones à 25 images par seconde sur un ordinateur de bureau, le calcul des interactions physiques est encore lent. Une version simplifiée du maillage en low poly est souvent utilisée pour simplifier le calcul des collisions avec d'autres maillages, dans certains cas cela tient juste d'une boîte à limite minimum (en).

## Dans les jeux vidéo
Bien que cela ait gagné en popularité dans le monde de l'art, le style low poly est bien plus établi dans l'univers des jeux vidéo, principalement les jeux vidéo indépendants, car il confère au jeu des visuels assez uniques et des graphismes moins exigeants tout en réduisant le temps de développement. Il est parfois également utilisé en conjonction avec des effets visuels ou graphiques pour évoquer ou imiter directement les graphismes de jeux vidéo rétro,.
Certains des jeux low poly sortis à partir des années 2010 incluent Lunacid, Superhot, Grow Up, Totally Accurate Battle Simulator, Ravenfield et BattleBit Remastered.